# Günyüzü (district)
Günyüzü is een Turks district in de provincie Eskişehir en telt 8.135 inwoners (2007). Het district heeft een oppervlakte van 1396,1 km². Hoofdplaats is Günyüzü.
De bevolkingsontwikkeling van het district is weergegeven in onderstaande tabel.
| 1997   | 2000   | 2007  |
| ------ | ------ | ----- |
| 11.146 | 16.508 | 8.135 |